# Kim i cirkus
Kim i cirkus er et livealbum fra 1985 udgivet af Kim Larsen. Det er optaget fra en koncert i Cirkusbygningen i København den 14. april 1984. Albummet indeholder desuden to nye studieindspilninger, "Rita (Maj 45)" og "Sømanden Will den fromme", der blev indspillet i Medley Studio i april 1985.
Kim i cirkus var det andet mest solgte i Danmark i 1985.  Ifølge BT havde albummet i 2007 rundet et salgstal på 285.000 eksemplarer.

## Spor
- Albummet blev udgivet på LP, CD og kassettebånd. "Haveje" er udeladt fra LP-udgaven.

### LP-udgave
| 1. | "Rita (Maj 45)"         | Kim Larsen, Erik Clausen | Larsen | 3:30 |
| 2. | "Dagen før [live]"      | Larsen                   | Larsen | 4:15 |
| 3. | "Køb bananer [live]"    | Larsen                   | Larsen | 6:50 |
| 4. | "Papirsklip [live]"     | Larsen                   | Larsen | 3:35 |
| 5. | "Østre Gasværk [live]"  | Larsen                   | Larsen | 2:50 |
| 6. | "Midt om natten [live]" | Larsen                   | Larsen | 4:50 |

| 1. | "Det er i dag et vejr [live]" | Ludvig Holstein | Poul Schierbeck | 2:40 |
| 2. | "Blip-båt [live]"             | Larsen          | Larsen          | 5:20 |
| 3. | "Kringsat af fjender [live]"  | Nordahl Grieg   | Otto Mortensen  | 3:50 |
| 4. | "Kvinde min [live]"           | Gasolin'        | Gasolin'        | 3:20 |
| 5. | "Susan Himmelblå [live]"      | Larsen          | Larsen          | 4:35 |
| 6. | "Caroline [live]"             | Ole Christensen | Christensen     | 1:10 |
| 7. | "Sømanden Will den fromme"    | Eddie Russell   | Russell         | 3:20 |

### CD-udgave
| #   | Titel                         | Tekst           | Musik       | Længde |
| --- | ----------------------------- | --------------- | ----------- | ------ |
| 1.  | "Rita (Maj 45)"               | Larsen, Clausen | Larsen      | 3:30   |
| 2.  | "Dagen før [live]"            | Larsen          | Larsen      | 4:15   |
| 3.  | "Køb bananer [live]"          | Larsen          | Larsen      | 6:50   |
| 4.  | "Papirsklip [live]"           | Larsen          | Larsen      | 3:35   |
| 5.  | "Østre Gasværk [live]"        | Larsen          | Larsen      | 2:50   |
| 6.  | "Midt om natten [live]"       | Larsen          | Larsen      | 4:50   |
| 7.  | "Det er i dag et vejr [live]" | Holstein        | Schierbeck  | 2:40   |
| 8.  | "Blip-båt [live]"             | Larsen          | Larsen      | 5:20   |
| 9.  | "Haveje [live]"               | Haugaard        | Haugaard    | 5:20   |
| 10. | "Kringsat af fjender [live]"  | Mortensen       | Grieg       | 3:50   |
| 11. | "Kvinde min [live]"           | Gasolin'        | Gasolin'    | 3:20   |
| 12. | "Susan Himmelblå [live]"      | Larsen          | Larsen      | 4:35   |
| 13. | "Caroline [live]"             | Christensen     | Christensen | 1:10   |
| 14. | "Sømanden Will den fromme"    | Russell         | Russell     | 3:20   |

## Medvirkende
- Kim Larsen – sang, guitar
- Henning Pold – bas
- Søren Wolff – guitar
- Phil Barrett – tangenter
- Jan Lysdahl – trommer
- Poul Bruun – producer
- Finn Lyngemark – tekniker, mixer
- Claus Pitzner – tekniker
- Thomas Brekling – tekniker, mixer ("Rita (Maj 45)" og "Sømanden Will den fromme")
- Lene Brøndum – pebermø ("Sømanden Will den fromme")
- Ole Frø – fortæller ("Sømanden Will den fromme")
- Thomas Grue – letmatros og rytmeguitar ("Sømanden Will den fromme")